# Anarete pritchardi
Anarete pritchardi är en tvåvingeart som beskrevs av Ephraim Porter Felt 1967. Anarete pritchardi ingår i släktet Anarete och familjen gallmyggor. Inga underarter finns listade i Catalogue of Life.